# John A. Danaher

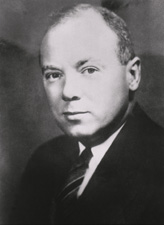
John A. Danaher

John Anthony Danaher (* 9. Januar 1899 in Meriden, Connecticut; † 22. September 1990 in West Hartford, Connecticut) war ein US-amerikanischer Politiker der Republikanischen Partei.

## Leben
Danaher studierte nach dem Schulbesuch an der Yale University, wo er während des Ersten Weltkrieges dem Student's Army Training Corps angehörte; zu dieser Zeit diente er auch im Offiziersreservekorps. 1920 machte er seinen Abschluss in Yale und wurde nach erfolgreichem Jura-Studium 1922 in die Anwaltskammer aufgenommen. Danach arbeitete er als Jurist in Hartford.

## Öffentliche Ämter
1922 wurde John Danaher zum stellvertretenden Bundesstaatsanwalt für den Gerichtsdistrikt Connecticut berufen, was er bis 1934 blieb. Von 1933 bis 1935 war er Mitglied der staatlichen Finanz- und Aufsichtsbehörde; im gleichen Zeitraum fungierte er als Secretary of State in der Staatsregierung von Connecticut.
Bei der Wahl zum US-Senat im Jahr 1938 besiegte er den demokratischen Amtsinhaber Augustine Lonergan. Nach sechsjähriger Amtszeit zwischen dem 3. Januar 1939 und dem 3. Januar 1945 schied er nach verfehlter Wiederwahl aus dem Senat aus. In der Folge arbeitete er zunächst wieder als Anwalt in Hartford und Washington.
Am 20. November 1953 legte Danaher seinen Amtseid als Richter am United States Court of Appeals für den Gerichtskreis des District of Columbia ab; US-Präsident Dwight D. Eisenhower hatte ihn auf diesen Posten berufen. Nachdem er 1969 das 70. Lebensjahr vollendet hatte, arbeitete er auf Teilzeitbasis als Richter am Appellationsgericht für den zweiten Gerichtsbezirk, bis er 1980 in den Ruhestand ging. Er verstarb im Alter von 91 Jahren in seinem Wohnort West Hartford.